# Steve Madden
Steve Madden (sinh năm 1958) là một nhà thiết kế thời trang, doanh nhân người Mỹ và là tội phạm bị kết án. Ông được biết đến nhiều nhất với tư cách là người sáng lập và cựu CEO của Steve Madden, Ltd., một công ty đại chúng trên sàn chứng khoán.

## Cuộc sống và sự nghiệp
Madden sinh ra ở Far Rockaway, Queens, con trai của một bà mẹ Do Thái và một người cha Công giáo Ailen.  Ông lớn lên ở liền kề Lawrence và tốt nghiệp trường trung học địa phương  tại hạt Nassau, New York.  Sau khi học trung học, Madden học tại Đại học Miami trong hai năm trước khi trở lại Long Island  . Là con út trong ba anh em, anh bắt đầu công ty với 1.100 đô la vào năm 1990 bằng cách bán giày ra khỏi cốp xe của mình.

## Kết án hình sự
Các vấn đề tài chính của Madden bị vướng vào mối quan hệ chặt chẽ với nhà môi giới " bơm và đổ rác " Long Island Stratton Oakmont, được đồng sáng lập bởi người bạn thời thơ ấu của Madden, ông Daniel Porush, người đầu tiên cho anh ta vay tiền để mở rộng công ty non trẻ của mình, và sau đó bảo lãnh cho công chúng.
Vào tháng 6 năm 2000, một vụ kiện tập thể vụ kiện đã được đệ trình chống lại Madden cho phát hành báo cáo về vật chất sai và sai lệch trong thời kỳ Class. [ liên kết chết ] Một khoản giải quyết trị giá 9 triệu đô la đã đạt được vào năm 2004.  Năm 2001, SEC đã đệ đơn kiện Madden tại Tòa án Liên bang ở bang New York, cáo buộc vi phạm của SEC.  Vì bản chất các hành vi vi phạm không phải là tội phạm, SEC đã tìm cách thu hồi 1.637.000 đô la trong sự kết hợp của các khoản thua lỗ, lãi suất và hình phạt dân sự.
Năm 2002, Madden bị kết tội thao túng chứng khoán, tiền và gian lận chứng khoán. Ông đã bị kết án 41 tháng tù giam, và bị buộc thôi chức Giám đốc điều hành từ Steven Madden, Ltd. và từ ban giám đốc.  Ngay sau khi từ chức CEO, Madden đã tự mình trở thành cố vấn sáng tạo với Steven Madden, Ltd., một vị trí mà anh đã thu hút được 700.000 đô la ngay cả khi ở trong tù.
Madden phục vụ thời gian trong Trại tù Liên bang, Eglin, tại Căn cứ không quân Eglin, và sau đó là Khu liên hợp cải huấn liên bang Coleman, gần Ocala, Florida. Madden được ra tù vào tháng 4 năm 2005.  Sau đó, anh ta tham dự một ngôi nhà nửa chừng ở Thành phố New York.  Luật sư của Madden, Joel Winograd, nói rằng Madden sẽ ở nhà trong 60 ngày.  Sau khi được thả ra khỏi một ngôi nhà nửa chừng, anh bị hạn chế ở nhà trong một thời gian.